# Uri Mayer
Uri Mayer (* 4. August 1946 in Târgu Mureș/Siebenbürgen) ist ein kanadischer Dirigent und Violist.

## Leben und Wirken
Der in Rumänien geborene Mayer wuchs in Israel auf. Er besuchte von 1958 bis 1964 das Konservatorium von Tel Aviv und studierte bis 1968 an der Rubin-Musikakademie der Universität von Tel Aviv bei Ödön Pártos und Gary Bertini. Von 1964 bis 1970 war er Assistent Conductor des Nationalen Jugendorchesters von Israel.
1968 erhielt er ein Damrosch-Stipendium und studierte bis 1970 an der Juilliard School of Music Dirigieren bei Jean Paul Morel und Viola bei Walter Trampler. Daneben dirigierte er die New York Youth Symphony, trat mit dem New York Philharmonic Orchestra auf und war erster Violist des American Symphony Orchestra unter Leopold Stokowski, der ihm 1970 eine Assistentenstelle anbot.
Mayer entschied sich, nach Kanada zu gehen und wurde 1970 erster Violist des Montreal Symphony Orchestra. 1971 erhielt er den zweiten Preis beim internationalen Violawettbewerb in München und im Folgejahr einen Preis beim Internationalen Musikwettbewerb in Genf. Von 1974 bis 1976 war er musikalischer Leiter der University Philharmonia und des Contemporary Directions Ensemble der University of Michigan. Danach kehrte er als erster Violist zum Montreal Symphony Orchestra zurück, dessen Assistent Conductor er 1980 wurde.
In dieser Zeit unterrichtete er Dirigieren an der McGill University und leitete das Sinfonieorchester der Universität, mit dem er Aufnahmen mit Werken von Donald Steven, Brian Cherney und John Rea aufnahm. 1977 erhielt er den Publikumspreis beim Internationalen Dirigentenwettbewerb in Budapest, zwei Jahre später die Silbermedaille beim Fitelberg-Wettbewerb in Polen.
Von 1981 bis 1995 war Mayer musikalischer Leiter des Edmonton Symphony Orchestra, mit dem er zahlreiche Aufnahmen für die CBC einspielte, u. a. mit Werken von Malcolm Forsyth und Oskar Morawetz. Daneben war er 1986–88 musikalischer Direktor des Rice University Orchestra in Houston und von 1988 bis 1994 Chefdirigent des Orchestra London Canada.
Von 1991 bis 1999 wirkte er als künstlerischer Leiter der Israel Sinfonietta, von 1994 bis 2000 Chefdirigent des Kansai Philharmonic Orchestra in Osaka. Zur gleichen Zeit dirigierte er regelmäßig als Gastdirigent bis 2003 für das National Ballet of Canada.
Er unterrichtete Dirigieren u. a. am Royal Conservatory of Music in Toronto und lehrt an der University of Toronto.

## Anmerkung
1. ↑  DNB gibt abweichend 1943 als Geburtsjahr an.